# WAFA
WAFA, em árabe: وفا , lit.  "trust", um acrônimo de, em árabe: وكالة الأنباء الفلسطينية , Wikalat al-Anba al-Filastiniya, lit.  "Palestinian News Agency"), também referida como Agência de Notícias da Palestina ou Agência de Notícias e Informações Palestina, é a agência de notícias estatal oficial da Autoridade Nacional Palestiniana (ANP). Antes da formação da ANP em 1994, a WAFA era a agência de notícias oficial da Organização para a Libertação da Palestina (OLP).
A WAFA, como outros meios de comunicação da ANP, é considerada alinhada com o Fatah. O presidente da ANP nomeia o chefe da WAFA, e a organização é vista como um braço do governo palestiniano.
WAFA fornece notícias diárias dos territórios palestinianos, de Israel e do Oriente Médio, e está disponível em inglês, árabe, francês e hebraico.

## História

### Primeiros anos (1972-1994)
Após uma decisão tomada na sessão especial do Conselho Nacional Palestino no Cairo, em abril de 1972, o Comitê Executivo da Organização para a Libertação da Palestina anunciou o estabelecimento da WAFA como a agência de notícias oficial dos palestinos. O trabalho da Wafa expandiu-se gradualmente, e começou a publicar felasteen el-thawra (que significa "revolução palestina"), uma revista semanal dirigida por Ahmed Abdel-Rahman.
Durante a presença da OLP no Líbano, a WAFA foi frequentemente citada por correspondentes estrangeiros e agências de notícias. De acordo com Kenneth R. Timmerman, escrevendo para a revista Commentary, a WAFA foi fundamental na formação da narrativa ocidental da Guerra do Líbano de 1982.
Após a expulsão da OLP do Líbano durante a Guerra do Líbano de 1982, a WAFA retomou as suas atividades em Chipre e Tunes a partir de novembro de 1982.

### Sob a Autoridade Palestiniana (1994–2005)
Como consequência dos Acordos de paz de Oslo em 1994, as instituições de comunicação social da OLP foram transferidas para a égide da Autoridade Palestiniana. A WAFA abriu escritórios na cidade de Gaza e em Ramala.

### Sob Mahmoud Abbas (2004-presente)
Em Abril de 2005, Mahmoud Abbas transferiu os ativos midiáticos da ANP, incluindo a WAFA, para o Ministério da Informação do Estado da Palestina, sob Nabil Shaath. Ao mesmo tempo, ele fundiu a Comissão de Informações Gerais com a WAFA.

O Hamas venceu as eleições parlamentares palestinianas de 2006 e, para impedir o Hamas de assumir o controlo dos ativos dos meios de comunicação, Abbas transferiu-os de volta para o gabinete presidencial.
Em Setembro de 2006, homens armados invadiram os escritórios da WAFA em Khan Younis, destruíram equipamento e espancaram um repórter.
Em 2015, Abbas nomeou Khoulud Asaf como o novo chefe da WAFA, a primeira mulher chefe da organização.
Em 10 de dezembro de 2018, soldados israelenses invadiram os escritórios da WAFA em Ramala e dispararam gás lacrimogêneo contra o prédio. O Sindicato dos Jornalistas Palestinos, o Ministério das Relações Exteriores da Palestina, a Organização de Cooperação Islâmica e a Federação Internacional de Jornalistas condenaram o ataque israelense.
Em 2019, WAFA ganhou o prêmio de melhor reportagem da Federação de Agências de Notícias Árabes, uma organização de agências de notícias nacionais.

## Edições em língua estrangeira
Em outubro de 2005, a Wafa relançou o seu serviço francês. O serviço francês já havia operado na Tunísia até 1994.
Em 2009, a Wafa lançou uma versão em hebraico de seu site, o conteúdo deste serviço se concentraria nos cidadãos árabes de Israel. Também começou a enviar um boletim informativo diário aos membros israelenses do Knesset e aos meios de comunicação hebreus. WAFA encerrou seu serviço em hebraico em 2016.
Em 2022, a WAFA relançou o seu serviço hebraico para “transmitir o ponto de vista palestiniano à sociedade israelita”, segundo o editor-chefe da WAFA.

## Links externos
- Website da WAFA